# Col du Jorat
Der Col du Jorat ist ein 2212 m hoher Saumpass auf dem Gemeindegebiet von Evionnaz im Kanton Wallis (der Weg führt etwa 120 Meter über Gemeindegebiet von Salvan VS). Der Pass verbindet das Tal bei der Ortschaft Evionnaz mit den ebenfalls zur Gemeinde gehörenden Alpen am Lac de Salanfe, welche sich über das Gebiet der Gemeinde Salvan entwässern.